# Ana María Schultz
Ana María Schultz (9 de octubre de 1935) es una nadadora argentina de estilo libre retirada de la actividad competitiva. Fue bicampeona panamericana en los Juegos Panamericanos de 1951. En esta competición también obtuvo una medalla de plata en relevos 3 × 100 medley junto con Nélida del Roscio y Aurora Otero Rey, con un tiempo conjunto de 3m59s. Participó en los Juegos Olímpicos de Helsinki 1952.